# Вінс Макмен
Ві́нсент Ке́ннеді Макме́н (англ. Vincent Kennedy McMahon, [məkˈmæn]; нар. 24 серпня 1945, Пайнгерст, Північна Кароліна, Сполучені Штати) — промоутер в реслінгу, конферансьє, коментатор та професійний реслер. Генеральний директор і голова правління WWE до січня 2024 року, колишній власник контрольного пакету акцій компанії. Після придбання WCW і ECW, Макмен став найбільшим промоутером професійного реслінгу.
З 1997 року часто з'являється під час шоу на всіх брендах WWE (в основному на RAW). Він — колишній чемпіон WWF і ECW, а також переможець Королівської битви 1999 року.

## Особисте життя
Одружений із Ліндою Макмен, з якою управляв компанією від 1980 року. У 2009 році вона полишила свою посаду. У 2011 році він згідно сюжету[що?] полишив пост генерального директора WWE.